# Escavator
I Constructicons (Escavator nel primo doppiaggio italiano della G1)  sono un gruppo di sei robot capaci di unirsi in un unico robot, il possente Devastator. Appartenenti alla fazione Decepticon, il gruppo dei
Constructicons prende il proprio nome dalla loro capacità di trasformarsi da robot antropomorfi in mezzi edili e da cantiere. 
Fanno parte di questo team:
- Scrapper, ruspa
- Hook, gru motorizzata
- Bonecrusher, bulldozer
- Scavenger, escavatore
- Longhaul, autoribaltabile
- Mixmaster, betoniera

Essi hanno inoltre la possibilità di combinarsi e formare un robot più grande e potente di nome Devastator. Ognuno di essi si combina per diventare arti e busto del gigantesco robot, temuto dagli Autobot. Nella serie a fumetti Marvel, sono creati da Megatron una volta giunto sulla Terra, per affrontare e distruggere una volta per tutti gi odiati Autobot. Nel lungometraggio animato "Transformers - The Movie" (conclusivo della prima serie animata a cartone, da non confondersi col film del 2007) per mettere al tappeto Devastator è stato necessario l'intervento di quattro Dinobot, mentre nel fumetto Dreamwave è Optimus Prime a prendersi l'onere di annientare il grande nemico. Alla fine, quando il leader degli Autobot sconfigge Devastator, che cade nelle acque antistanti il porto di San Francisco, Megatron anziché dispiacersi per la fine dei sei compagni, si complimenta con il leader Autobot.

## Altri media
I sei Escavator e la loro forma combinata Devastator compaiono nel film Transformers - La vendetta del caduto; a differenza del cartone, Devastator è molto più alto, sembrando però il contrario perché resta piegato (e si atteggia) come un gorilla. Invece che morire in un porto, esplode a causa di un'arma sperimentale americana su una piramide in Egitto.

## Curiosità
- Devastator nei cartoni originali è alto 16 metri, nei fumetti Marvel 18, mentre nei film meno di 16 a 4 zampe e 30 in posizione eretta.
- In un fumetto è una Transformer femminile.